# Radicaal 202
Van de in totaal 214 Kangxi-radicalen heeft radicaal 202 de betekenis gierst. Het is een van de vier radicalen die bestaan uit twaalf strepen.
In het Kangxi-woordenboek zijn er 46 karakters die dit radicaal gebruiken.

## Karakters met het radicaal 202

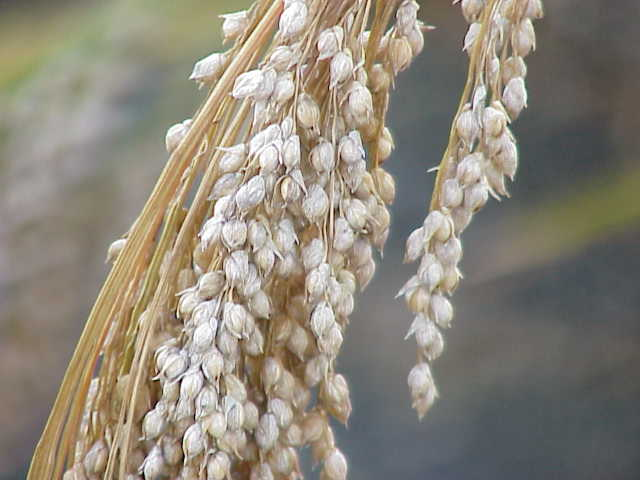
Gierst

| Strepen | Karakter |
| ------- | -------- |
| + 0     | 黍       |
| + 3     | 黎       |
| + 5     | 黏       |
| + 11    | 黐       |

Orakelbotkarakter
Bronskarakter
Groot zegelkarakter
Klein zegelkarakter